# Buffalo (Dakota del Norte)
Buffalo es una ciudad ubicada en el condado de Cass en el estado estadounidense de Dakota del Norte. En el censo de 2010 tenía una población de 188 habitantes y una densidad poblacional de 319,77 personas por km².

## Geografía
Buffalo se encuentra ubicada en las coordenadas 46°55′13″N 97°33′2″O / 46.92028, -97.55056. Según la Oficina del Censo de los Estados Unidos, Buffalo tiene una superficie total de 0.59 km², de la cual 0.59 km² corresponden a tierra firme y (0%) 0 km² es agua.

## Demografía
Según el censo de 2010, había 188 personas residiendo en Buffalo. La densidad de población era de 319,77 hab./km². De los 188 habitantes, Buffalo estaba compuesto por el 92.55% blancos, el 0.53% eran afroamericanos, el 1.6% eran amerindios, el 0.53% eran asiáticos, el 0% eran isleños del Pacífico, el 0% eran de otras razas y el 4.79% pertenecían a dos o más razas. Del total de la población el 0% eran hispanos o latinos de cualquier raza.